# Foundation Ice Stream
Il Foundation Ice Stream (in lingua inglese: Flusso di ghiaccio della Fondazione) è un esteso flusso di ghiaccio presente nei Monti Pensacola in Antartide.

Fluisce in direzione nord per 280 km lungo il versante occidentale del Patuxent Range e del Neptune Range, per andare a confluire nella Piattaforma di ghiaccio Filchner-Ronne a ovest del Dufek Massif.
Il flusso di ghiaccio è stato mappato dallo United States Geological Survey (USGS) sulla base di rilevazioni e foto aeree scattate dalla U.S. Navy nel periodo 1956-66.
La denominazione è stata assegnata dall'Advisory Committee on Antarctic Names (US-ACAN) in onore della National Science Foundation, che aveva fornito un importante supporto allo United States Antarctic Program durante l'intero periodo dell'attività scientifica in Antartide.